# Carl Friedrich Leopold von Gerlach
Pour les articles homonymes, voir Gerlach.
Carl Friedrich Leopold von Gerlach (né le 25 août 1757 à Berlin, mort le 8 juin 1813 à Berlin) est du 6 juillet 1809 à sa mort, le premier bourgmestre-gouverneur de Berlin.

## Biographie
Il est le troisième fils de conseiller privé aux finances Friedrich Wilhelm von Gerlach et de son épouse Sophie Coeper. Par la suite, il lui succède à ce poste équivalent à celui de ministre des finances.
Il devient bourgmestre-gouverneur de Berlin durant l'occupation napoléonienne. Après des élections décidées le 25 novembre 1808, Leopold von Gerlach est élu le 25 avril 1809 comme président du conseil municipal puis proposé au poste de bourgmestre-gouverneur avec deux autres candidats. Malgré la réticence de Gerlach, Frédéric-Guillaume III de Prusse le choisit le 8 mai 1809. Durant son mandat, il crée l'université.

## Famille
Il épouse en avril 1786 Agnes von Raumer (1761-1831), la fille aînée de Leopold von Raumer (1726-1788), directeur du gouvernement de la principauté d'Anhalt-Dessau, et de son épouse Anna Eleonore von Waldow. Le couple a plusieurs enfants :
- Sophie Eleonore (née le 16 mars 1787 et morte le 3 juillet 1807) mariée en 1804 avec Karl von Grolman (1777-1843)
- Gustav Wilhelm (né le 10 mai 1789 et mort le 20 août 1834), vice-président du tribunal régional supérieur de Francfort-sur-l'Oder marié en 1820 avec Ida Julia Mathilde von Chambaud-Charrier (née le 12 janvier 1800 et morte le 10 avril 1830)
- Ludwig Friedrich Leopold (né le 17 septembre 1790 et mort le 10 janvier 1861) marié en 1819 avec Johanna von Küssow (1796-1857)
- Ernst Ludwig (né le 7 mars 1795 et mort le 18 février 1877), homme politique conservateur prussien, marié avec :
  - Auguste von Oertzen (1802-1826)
  - Luise von Blankenburg (1805-1858)
- Karl Friedrich Otto (de) (né le 12 avril 1801 et mort le 24 octobre 1849), théologien marié en 1835 avec Pauline von Blankenburg (1804-1887)

Son frère aîné, Ludwig Wilhelm August von Gerlach (de) (1751-1809), devint président de la cour de Köslin (de) en Poméranie-Occidentale. 